# Stephanie Rawlings-Blake
Pour les articles homonymes, voir Rawlings.
Stephanie Rawlings-Blake, née le 17 mars 1970 à Baltimore, est une avocate et femme politique américaine, membre du Parti démocrate. Elle est maire de Baltimore de 2010 à 2016.

## Biographie
Stephanie Rawlings-Blake est la fille d'Howard Rawlings, ancien membre de la Chambre des délégués de l'État du Maryland. Elle est diplômée en sciences politiques de l'Oberlin College en 1992.
En 1995, elle est élue au Conseil de Baltimore, la plus jeune personne jamais élue dans l'histoire de la ville. Elle est vice-présidente, de 1999 à 2007, puis présidente du Conseil en janvier 2007.
Après la démission de Sheila Dixon en raison de son implication dans une affaire de corruption, Stephanie Rawlings lui succède comme maire de Baltimore le 4 février 2010 pour achever le mandat en cours. Élue ensuite en novembre 2011, elle décide de ne pas se représenter en 2016.